# Nacionalización de los ferrocarriles en Argentina
La nacionalización de los ferrocarriles en la Argentina fue efectiva en 1948 con la toma de posesión de los ferrocarriles del país por el Estado argentino durante el primer gobierno de Juan Domingo Perón.

## La nacionalización
Finalizada la Segunda Guerra Mundial en 1945, el Reino Unido tenía una deuda con Argentina impagable con su moneda por la inconvertibilidad de la libra esterlina. Además, en 1947 caducó la Ley Mitre que beneficiaba a las empresas ferroviarias en materia impositiva. En este momento, el movimiento obrero argentino perseguía la nacionalización de los ferrocarriles.
Entonces, en el año 1947 el gobierno de Juan Perón, por la iniciativa del movimiento obrero, decidió la compra al Reino Unido de un total de 24 000 km de vías férreas, además de los trenes, estaciones, etc.; todo por un monto total de 150 millones de libras esterlinas.
El Estado hizo la toma de posesión el 1.º de marzo de 1948, con un acto presidido por Perón en la plaza de Retiro (Buenos Aires). Este hecho marcó la nacionalización; y la fecha 1.º de marzo es día de conmemoración.
Como parte del proceso de nacionalización, el gobierno asignó nuevos nombres a las diferentes líneas.
- El Buenos Aires al Pacífico pasó a denominarse «Ferrocarril Nacional General San Martín»;
- Ferrocarriles del Estado , Compañía General de Ferrocarriles en la Provincia de Buenos Aires , Ferrocarril Provincial de Buenos Aires , Ferrocarril Midland de Buenos Aires y el Ferrocarril Central Córdoba pasó a denominarse «Ferrocarril Nacional General Belgrano»;
- el Ferrocarril Central Argentino , Ferrocarril del Norte de Buenos Aires y el Ferrocarril Buenos Aires a Rosario pasó a denominarse «Ferrocarril Nacional General Mitre»;
- el Ferrocarril de Entre Ríos , Ferrocarril Argentino del Este , Ferrocarril Central Entrerriano , Ferrocarril Primer Entrerriano , Ferrocarril Económico Correntino y el Nordeste Argentino fueron encuadrados en el «Ferrocarril Nacional General Urquiza»;
- el Ferrocarril del Sud y el Ferrocarril Buenos Aires al Puerto de la Ensenada pasó a denominarse «Ferrocarril Nacional General Roca»;
- el Ferrocarril del Oeste pasó a denominarse «Ferrocarril Nacional Domingo Faustino Sarmiento»; y
- las líneas de la Patagonia argentina fueron encuadradas en el «Ferrocarril Nacional Patagónico».

## Controversias
El historiador Raúl Scalabrini Ortiz defendió la nacionalización como solución al modelo agropecuario exportador que beneficiaba al extranjero. Por otro lado, Ricardo M. Ortiz la consideraba como la continuación de la lucha antiimperialista del peronismo y argumentaba que la baja rentabilidad fue determinante para la venta.
Desde su traspaso efectivo el 1 de marzo de 1948, se ha difundido el mito del supuesto vencimiento de las concesiones ferroviarias al poco tiempo de la nacionalización, lo que hubiera significado el traspaso al Estado Argentino de manera gratuita de todos los bienes de las distintas empresas ferroviarias. Esto formó parte de una campaña de desprestigio por parte de la oposición de aquel entonces, llegando a tal punto de que hoy en día es una creencia popular en el ámbito social de la Argentina. La realidad indica todo lo contrario: las mismas eran a perpetuidad, ya que en los contratos originales de las empresas nunca se estipuló un plazo de vencimiento.